# Erich H. Witte
Erich H. Witte (* 14. Mai 1946 in Berlin) ist ein deutscher Psychologe.

## Leben
Er studierte Psychologie, Mathematik und Philosophie in Hamburg. Von 1979 bis 2011 war er Professor für Psychologie an der Universität Hamburg.

## Schriften (Auswahl)
- Das Verhalten in Gruppensituationen. Ein theoretisches Konzept. Göttingen 1979, ISBN 3-8017-0145-X.
- Signifikanztest und statistische Inferenz. Analysen, Probleme, Alternativen. Stuttgart 1980, ISBN 3-432-91421-0.
- Lehrbuch Sozialpsychologie. Weinheim 1994, ISBN 3-621-27220-8.
- Gruppen aufgabenzentriert moderieren. Theorie und Praxis. Göttingen 2012, ISBN 978-3-8017-2289-0.